# اودولنا وودا
اودولنا وودا (به چکی: Odolena Voda) یک منطقهٔ مسکونی و شهرستان دارای شهرک سابقاً روستا در جمهوری چک است که در ناحیه پراگ-شرق واقع شده‌است. اودولنا وودا ۵٬۱۶۰ نفر جمعیت دارد.